# 無形惡虎：印度父親護女之戰
是一部由妮莎·帕胡雅（Nisha Pahuja）執導的2022年加拿大印地語紀錄片。該片聚焦於印度贾坎德邦的一個家庭，該家庭在他們的青少女女兒被殘忍强奸後為爭取正義而奮鬥。
電影於2022年9月10日在2022年多倫多國際影展首映，並於2023年6月在燈塔國際電影節上進行美國首映。這部影片還獲得了第96屆奥斯卡最佳纪录片奖的提名。

## 發行
《無形惡虎：印度父親護女之戰》最初於2023年10月20日在美國部分影院上映，當時沒有發行商，隨後於2024年2月9日重新上映。2023年8月，Creators Faire報導稱，戴夫·帕特尔和敏蒂·卡靈簽約成為執行製片人；其他執行製片人還包括迪帕·梅赫塔、魯皮·卡烏爾和阿图·葛文德。2024年2月，Netflix收購了該紀錄片的全球發行權，計劃儘快在其平台上發布，並由佩麗冉卡·曹帕拉加入成為執行製片人。2024年3月8日，帕胡賈宣布該片將於兩天後在Netflix全球上映，以配合第96屆奧斯卡金像獎頒獎典禮。

## 評論反響
該片被選入多倫多國際電影節年度加拿大十大影片名單。
Stir的珍妮特·史密斯（Janet Smith）讚賞這部電影，她寫道，帕胡賈「向觀眾展示了村莊生活的非凡細節，不僅是在蘭吉特一家在露天火上做餅的簡樸家中，還有在他們放羊和從水泵取水的田野裡。鏡頭捕捉到安靜的細節，比如蘭吉特的女兒小心翼翼地將緞帶編織進她的頭髮裡。婦女和男人堅持認為，應該由社區而不是刑事法庭通過強迫婚姻來解決這個問題——以消除她的『污點』。男人們對這個家庭以及最終對電影製作團隊變得越來越敵對。」
TheGATE.ca的安德魯·帕克（Andrew Parker）寫道，「作為一部高度詳細和個人的作品，它能引導人們了解更多關於這個主題的信息並產生更大的影響，《無形惡虎：印度父親護女之戰》擁有不可否認和無法動搖的力量。這是一部讓任何觀看它的人在開始時和結束時都不會是同一個人的紀錄片。」
CityNews的詹姆斯·馬金（James Mackin）給這部電影打了四星，他寫道，「《無形惡虎：印度父親護女之戰》講述了完成一個看似不可逾越的問題。面對重重困難，國家的文化反對他們對正義的追求。但蘭吉特和他的家庭堅持不懈，並能夠留在村莊裡。這部紀錄片展示了令人難以置信的情感，絕對值得一看。」
Northern Stars的湯姆·恩斯特（Thom Ernst）寫道，「《無形惡虎：印度父親護女之戰》以巨大的同情心和勇氣講述了這個故事，這是帕胡賈最好的一部電影，也是今年電影節上最好的紀錄片之一。」該片還引起了喜劇演員兼製片人敏蒂·卡靈的注意，她稱這部電影為「勝利」，並認為「每個人都應該看！」

## 獎項
| 獎項                                | 年份 | 類別                      | 入圍者                                      | 結果 | Ref(s) |
| ----------------------------------- | ---- | ------------------------- | ------------------------------------------- | ---- | ------ |
| 多倫多國際影展                      | 2022 | 最佳加拿大影片            | 《無形惡虎：印度父親護女之戰》              | 獲獎 | [ 15 ] |
| 席尼菲斯特薩德伯里國際電影節        | 2022 | 激勵人心的聲音與觀點      | 《無形惡虎：印度父親護女之戰》              | 獲獎 | [ 16 ] |
| 加拿大銀幕獎                        | 2023 | 最佳長片紀錄片            | 《無形惡虎：印度父親護女之戰》              | 獲獎 | [ 17 ] |
| 加拿大銀幕獎                        | 2023 | 最佳紀錄片剪輯            | 邁克·穆恩、大衛·卡薩拉                      | 獲獎 | [ 17 ] |
| 加拿大銀幕獎                        | 2023 | 最佳紀錄片原創音樂        | 喬納森·戈德史密斯                           | 獲獎 | [ 17 ] |
| 棕榈泉国际电影节                    | 2023 | 最佳紀錄片                | 《無形惡虎：印度父親護女之戰》              | 獲獎 | [ 18 ] |
| 塞勒姆電影節                        | 2023 | 特別評審獎                | 《無形惡虎：印度父親護女之戰》              | 獲獎 | [ 19 ] |
| 塞勒姆電影節                        | 2023 | 邁克爾·沙利文紀錄片新聞獎 | 《無形惡虎：印度父親護女之戰》              | 獲獎 | [ 19 ] |
| 加拿大電影編輯獎                    | 2023 | 最佳長片紀錄片剪輯        | 邁克·穆恩、大衛·卡薩拉                      | 獲獎 | [ 20 ] |
| 燈塔國際電影節                      | 2023 | 最佳紀錄片觀眾獎          | 《無形惡虎：印度父親護女之戰》              | 獲獎 | [ 21 ] |
| 燈塔國際電影節                      | 2023 | 哈尼·萊文觀眾選擇獎       | 《無形惡虎：印度父親護女之戰》              | 獲獎 | [ 21 ] |
| 多克阿維夫-特拉維夫國際紀錄片電影節 | 2023 | 超越螢幕獎                | 《無形惡虎：印度父親護女之戰》              | 獲獎 | [ 22 ] |
| 猛獁湖電影節                        | 2023 | 最佳國際紀錄片長片        | 《無形惡虎：印度父親護女之戰》              | 獲獎 | [ 23 ] |
| 紐約印度電影節                      | 2023 | 最佳紀錄片                | 《無形惡虎：印度父親護女之戰》              | 獲獎 | [ 24 ] |
| 加拿大導演工會                      | 2023 | 艾倫·金最佳紀錄片獎       | 《無形惡虎：印度父親護女之戰》              | 獲獎 | [ 25 ] |
| 國際紀錄片協會獎                    | 2023 | 最佳原創音樂              | 喬納森·戈德史密斯                           | 提名 | [ 26 ] |
| 國際紀錄片協會獎                    | 2023 | 最佳編劇                  | 妮莎·帕胡雅                                 | 提名 | [ 26 ] |
| 温哥华影评人协会                    | 2024 | 最佳紀錄片                | 妮莎·帕胡雅                                 | 獲獎 | [ 27 ] |
| 温哥华影评人协会                    | 2024 | 最佳加拿大影片            | 妮莎·帕胡雅                                 | 提名 | [ 28 ] |
| 温哥华影评人协会                    | 2024 | 最佳加拿大電影導演        | 妮莎·帕胡雅                                 | 提名 | [ 28 ] |
| 温哥华影评人协会                    | 2024 | 最佳加拿大紀錄片          | 妮莎·帕胡雅                                 | 提名 | [ 28 ] |
| 第96屆奧斯卡金像獎                  | 2024 | 最佳紀錄片長片            | 妮莎·帕胡雅 科內利亞·普林賽普 戴維·奧本海姆 | 提名 | [ 29 ] |

## 註解
1. ↑  這部紀錄片最初於2023年10月20日在美國進行了有限的影院上映，當時沒有發行商，隨後在2024年2月9日因其獲得奧斯卡最佳紀錄片長片提名而重新上映。在Netflix收購了該紀錄片的發行權後，它以Netflix原創的形式在平台上發布。

## 外部連結
- 互联网电影数据库（IMDb）上《無形惡虎：印度父親護女之戰》的资料（英文）
- To Kill a Tiger （页面存档备份，存于） 在加拿大国家电影局的頁面
- To Kill a Tiger （页面存档备份，存于） 在安大略電視臺